# Letis marmorides
Letis marmorides là một loài bướm đêm trong họ Erebidae.